# Yanko Daučík
Yanko Daučík Ciboch (* 22. März 1941 in Prag; † 13. Mai 2017 in Madrid) war ein tschechoslowakisch-spanischer Fußballspieler.

## Sportlicher Werdegang
Daučík kam mit seinem Vater Ferdinand Daučík 1949 nach Spanien, als dieser als Trainer mit der aus politischen Flüchtlingen aus osteuropäischen kommunistischen Ländern zusammengesetzten Mannschaft Hungaria durch das Land tourte. In der Mannschaft spielte auch sein Schwager László Kubala. Dem Vater folgte er in den folgenden Jahren bei dessen Trainerstationen beim FC Barcelona, Athletic Bilbao und Atlético Madrid.
1959 trennten sich kurzzeitig die Wege, als sich der Sohn Rayo Vallecano in der Segunda División anschloss. Nach nur einer Spielzeit kam es jedoch zum erneuten Familienzusammenschluss, als er in die Primera División zu Betis Sevilla ging, wo auch sein Vater nach einer einjährigen Stippvisite beim FC Porto eine Anstellung gefunden hatte. Nach zwei Jahren, in denen er 14 Tore in 38 Meisterschaftsspielen erzielt hatte, wechselte der Sohn zu Real Madrid. Hier kam er jedoch an Spielern wie Alfredo Di Stéfano, Francisco Gento, Ferenc Puskás und Amancio Amaro kaum vorbei, so dass er zwar zwei Mal spanischer Meister wurde, aber in den zwei Spielzeiten lediglich zehn Erstligaspiele verbuchen konnte.
Zunächst wechselte Daučík kurz nach Beginn der Spielzeit 1964/65 zum Lokalrivalen Atlético Madrid, später zog er im Saisonverlauf zum Zweitligisten UD Melilla weiter. Nach dem Abstieg aus der zweiten Liga 1966 ging er innerhalb der Segunda Division zunächst zu RCD Mallorca, folgte aber im folgenden Jahr seinem Vater in die National Professional Soccer League, dem Vorgänger der NASL. Dort spielte er an der Seite seines Schwagers László Kubala und dessen Sohn Branko Kubala bei den Toronto Falcons. Mit 20 Toren in 17 Spielen krönte er sich zum Torschützenkönig der Liga, zudem wurde er mit acht Torvorlagen nur von Jacobus Prins, der neun Tore aufgelegt hatte, überboten. Nach fünf Toren in vier Spielen zum Auftakt der NASL 1968 wechselte er nach Chile zu CF Universidad de Chile.
Im Verlauf der Zweitliga-Spielzeit 1968/69 kehrte Daučík nach Spanien zurück, wo er sich erneut Rayo Vallecano anschloss. Von dort wechselte er 1969 zum UE Sant Andreu, wo er erneut auf seinen Vater traf. Diesem folgte er 1970 zu Espanyol Barcelona in die erste Liga. Nach dessen Demission 1971 kam er dort jedoch nicht mehr zum Einsatz, woraufhin er zum Zweitligisten Deportivo Xerez wechselte. Dort beendete er später seine Profilaufbahn.